# Jesse Klaver
Jesse Feras Klaver (Roosendaal, 1 de maig del 1986) és un polític neerlandès de l'Esquerra Verda. Des del 2010 és membre de la Tweede Kamer i des del 12 de maig del 2015 cap de llista. Abans fou president de la secció jove de la Federació Nacional de Sindicats Cristians.